# Rue Paul-Féval
La rue Paul-Féval est une rue de Paris du 18e arrondissement.

## Situation et accès
Cette voie croise la rue du Mont-Cenis d'un côté et la rue des Saules de l'autre. Elle présente la particularité de se terminer quasiment en impasse, seul un passage étroit piétonnier la reliant à la rue des Saules.

## Origine du nom
Elle porte le nom de l'écrivain Paul Féval (père) (1816-1887) qui habitait la rue Marcadet.  

## Historique
À sa création en 1891, cette rue initialement appelée « passage Lamarck », reliait les rues du Mont-Cenis et Caulaincourt selon un tracé en équerre.
En 1933, sa partie issue de la rue du Mont-Cenis fut prolongée jusqu'à la rue des Saules, tandis que le retour d'équerre débouchant sur la rue Caulaincourt lui fut détaché pour créer la nouvelle rue de l'Abbé-Patureau. La rue prit alors le nom de « rue Paul-Féval ». 

## Bâtiments remarquables et lieux de mémoire
- No 9 ter : au 5e étage habita l’écrivain Marcel Aymé[réf. nécessaire].
- No 13 : atelier du peintre Charles Picart Le Doux[réf. nécessaire].

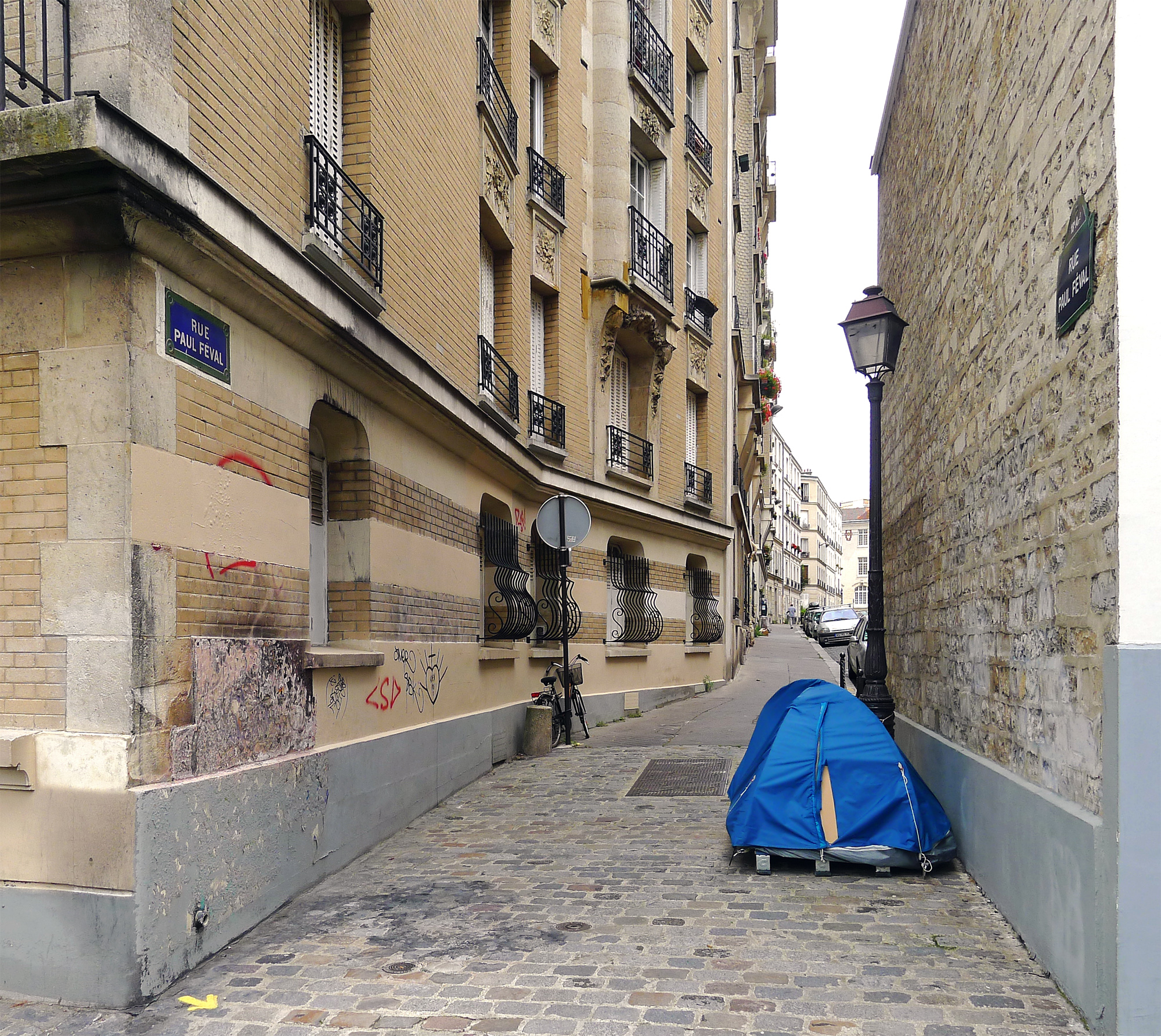
Rue Paul-Féval vue depuis la rue des Saules.